# 伯威克 (伊利諾伊州)
伯威克（英語：Berwick）是位於美國伊利諾伊州沃倫縣的一個非建制地區。該地的面積和人口皆未知。

## 地理
伯威克的座標為40°47′57″N 90°32′18″W / 40.79917°N 90.53833°W，而該地的平均海拔高度為216米（即709英尺）。